# Cynthia Ogunsemilore
Cynthia Ogunsemilore, née le 14 mai 2002, est une boxeuse nigériane dans la catégorie des moins de 60kg dont le meilleur résultat est une médaille de bronze remportée aux Jeux du Commonwealth en 2022 à Glasgow.

## Biographie

### Enfance
Elle est née à Bariga, dans l'État de Lagos au Nigeria d'une famille de cinq enfants. Avec son physique maigre, rien ne la prédestinait à devenir athlète. A l'âge de 12 ans, elle découvre la boxe. Elle est donc exposée à des préjugés et des difficultés de tout genre. Mais, soutenue par son père et son entraîneur Tajudeen Kassim, elle a su s'imposer dans le domaine de la boxe.

### Parcours professionnel
Elle participe à l'édition 2022 des Jeux du Commonwealth dans la catégorie des poids légers et remporte une médaille de bronze,. Ogunsemilore est 4e lors des Jeux olympiques d'été de 2024 dans l'épreuve féminine des 60 kg. Mais elle est disqualifiée parce qu'avant même son entrée sur le ring, son test de dépistage de drogue se révèle positif.